# Soprano (KDE)
Soprano は RDF データに対するオブジェクト指向の C++/Qt4 フレームワークを提供するソフトウェアライブラリである。Soprano は NEPOMUK プロジェクト下のサブプロジェクトとして作成され、KDE 4 におけるセマンティックデスクトップの一部を形成することになる。Soprano は（格付け、タグやコメントのような）NEPOMUK サーバによって生成された情報を保存するリポジトリとして機能し、よりよい検索結果を出すために Strigi によってそれに索引が付けられる。

## 特徴
- 五つの異なる種類のプラグインと、そのシンプルなプラグインの設計
- リモートで RDF ストレージを走らせることができるサーバ/クライアントアーキテクチャ。TCP、Unix ソケットや D-Bus 越しのコミュニケーションに対するインターフェイスが提供されている。
- Doxygen を使って API が完全に文書化されている